# Хандыга (посёлок городского типа)
Ха́ндыга — посёлок городского типа в Якутии в 450 км к ВСВ от Якутска, построенный на реке Алдан.

## Географическая характеристика
Расположен на правом берегу реки Алдан, на автодороге «Колыма» (Магадан — Якутск, бывш. «Хандыгская трасса»). Расстояние до Якутска: наземным путём — 449 км, воздушным — 370, водным — 642. Климат Хандыги приближается к самому холодному по Якутии, так расстояние до Оймякона равно всего 374 км, в 21 веке в январе температура может падать до -62°-63°, а в середине XX века понижалась и до -65°-66°, при этом летние температуры довольно приятные и временами заметно жаркие.

## История
Возник в 1938 году как пристань. Посёлок Хандыга был основан в 1939 году в связи с началом строительства автодороги от реки Алдан до Оймякона, строительство этой дороги имело большое значение. Основателем посёлка считается начальник строительства дороги М. К. Карпов.
31 марта 1941 года был издан приказ НКВД СССР «О поставке заключенных из лагерей Янского горнопромышленного управления на строительство автомобильной дорог Усть — Восточная и Хандыга — Батыгай».
В 1941—1943 годах — Алданский исправительно-трудовой лагерь Дальстроя. В 1951—1954 годах — управление Янстройлага, Хандыгский ИТЛ УСВИТЛа.
Необходимость этой дороги была вызвана тем, что в районе реки Колыма геологи открыли месторождение с промышленным содержанием золота. Промышленное освоение открытых месторождений золота было немыслимо без транспортного освоения этого края.
11 ноября 1931 года вышло постановление Политбюро ЦК ВКП(б) по вопросу освоения северо-востока. Через два дня Совет Труда и Обороны постановил организовать трест по промышленному и дорожному строительству в районе верхней Колымы и разработке недр с добычей и обработкой всех полезных ископаемых края. Трест получил сокращённое наименование «Дальстрой». Своей деятельностью этот трест охватил территорию от Берингова моря на востоке и до реки Лены на западе. Таким образом, вся Восточная Якутия оказалась включённой в систему «Дальстрой». Правительство страны решило осваивать этот регион, богатый полезными ископаемыми, но не было дорог, были только вьючные тропы.
Первоначально планировалось строительство железной дороги, но затем решили строить автомобильную. Существовало несколько вариантов будущей дороги, но окончательный проект был подготовлен дорожно-изыскательной экспедицией, возглавляемой Карповым Михаилом Константиновичем. Он являлся и основателем посёлка Хандыга. Когда обсуждался вопрос о строительстве автодороги, то первоначальным пикетом будущей дороги обозначалось село Крест-Хальджай, но М. К. Карпов в целях сокращения дороги решил её строить с новой точки и, таким образом, выбрал берег Алдана, который находился на 80 км выше села Крест-Хальджай. Москва дала добро на инициативу М. К. Карпова, и он решил осуществить передислокацию своей экспедиции на новое место, названное Хандыгой по названию реки. Об этом М. К. Карпов писал следующее: «… переезд был решён, и в середине декабря 1939 года первая группа людей с палатками выехала из села Крест-Хальджая в Хандыгу. Пять палаток, установленных в два ряда, расположились на берегу. Сразу же приступили к заготовке леса и постройке бани». В начале мая об изменении месторасположения экспедиции было сообщено в Москву и в Магадан. Вскоре на берегу Алдана на двух столбах появилась надпись «Пристань Хандыга — Дальстроя НКВД». Отсюда развернулось строительство автодороги до Оймякона, куда с противоположной стороны (от Магадана) уже вели дорогу другие подразделения Дальстроя.
С этого события берёт своё начало п. Хандыга, но настоящее строительство и развитие посёлка связано с более поздним временем, а именно с 1941 годом. В декабре 1940 года М. К. Карпов выехал в Москву для утверждения проекта будущей дороги и сметы, и вскоре последовал приказ, изданный заместителем министра внутренних дел В. В. Чернышёвым, о преобразовании дорожной экспедиции в управление дорожного строительства с постоянным месторасположением базы управления в Хандыге. Одновременно с приказом о преобразовании вышел приказ о назначении М. К. Карпова начальником вновь созданного Алданского управления дорожного строительства. 3 февраля 1941 года М. К. Карпов по распоряжению В. В. Чернышёва выехал на станцию Большой Невер принять с консервации управление Байкало-Амурской магистрали (БАМ): 100 грузовых автомашин ЗИС-5, 56 тракторов и 150 человек лагерного состава.
В апреле 1941 года колонна автомашин двинулась на Хандыгу по Аямскому тракту и 1 мая они прибыли в Хандыгу. Осенью 1941 года в Хандыгу начали прибывать баржи с заключёнными, их везли с БАМа. Этим заключённым предстояло строить Хандыгу и дорогу Хандыга — Кадыкчан. На базе Хандыгской дорожной экспедиции в сентябре 1941 года было организовано «Алданское управление дорожного строительства», которое вместе с управлением дорожного строительства Севера приступило к строительству автопроезда «Кадыкчан — Хандыга». Строительство автопроезда протяжённостью 733 км завершилось в августе 1943 года в районе Верхоянского перевала.
Наряду со строительством дороги развивался посёлок Хандыга, где начиная с 1941 года появились дорожное управление, автобаза, электростанция, радиостанция, почта, сберкасса, столовая, аптека, а в 1942 году — школа. По завершении строительства автодороги управление дорожного строительства и управления автобазы из Хандыги было переведено на Колыму, в пос. Адыгала́х Магаданской области. В связи с этим основная часть населения в 1943—1944 гг. переселилась в Адыгалах и посёлок Хандыга опустел. В 1948 году в Хандыгу стали прибывать геологи «Дальстроя» для проведения геологических работ; был создан Алданский разведрайон. В 1948 году Адыгалахское управление дорожного строительства обратно перевели в Хандыгу, был создан «Янстрой» для строительства дороги до Батагая (Верхоянский район). Этим управлением в течение ряда лет (с 1949 по 1955 годы) было освоено капиталовложений на 160 млн рублей на реконструкцию дороги «Хандыга — Томпорук» и строительства автодороги Томпорук — Эге-Хая. Управление «Янстроя» осуществляло свою деятельность в посёлке Хандыга до 1955 года, а потом было ликвидировано. На базе технических и продовольственных складов «Янстроя» в Хандыге были собраны две организации — Хандыгский техснаб и продснаб п. Хандыга.
В начале 1940-х годов п. Хандыга в административном отношении находился в составе Таттинского района, но в 1954 году в связи с укрупнением района вошёл в состав Томпонского района и стал его административным центром.
В 1957 году, после того как лагеря были свёрнуты, Хандыга была отнесена к категории рабочих посёлков.
В 1990-е годы в поселке появилась община русской православной церкви. Сначала она базировалась в доме, где жил когда-то основатель посёлка Михаил Карпов. В 2006 году здесь построили церковь Петра и Павла и выделили общине большой участок земли. Художники из Санкт-Петербурга сделали в ней роспись, появились и иконы. Во дворе храма построили двухэтажное здание, где на первом этаже расположен класс воскресной школы и хозяйственные помещения, а на втором — квартира для настоятеля храма. В 2012 году архиепископом Якутским и Ленским Романом назначен постоянный настоятель.
В Хандыге имеется община протестантов с молитвенным домом.
Основной культурно-досуговый центр Хандыги — Дом культуры «Манчаары», также в поселке действует «Детский эстетический центр» — большое здание в форме летающей тарелки, которое было открыто в «Международный день НЛО». В центре разместилась Детская школа искусств.

## Население
| 1959  | 1970  | 1979  | 1989  | 2002  | 2009  | 2010  |
| ----- | ----- | ----- | ----- | ----- | ----- | ----- |
| 4049  | ↗5703 | ↗7176 | ↗9536 | ↘7025 | ↘6517 | ↗6638 |
| 2011  | 2012  | 2013  | 2014  | 2015  | 2016  | 2017  |
| ↘6612 | ↘6562 | ↘6523 | ↘6436 | ↘6432 | ↘6291 | ↘6166 |
| 2018  | 2019  | 2020  | 2021  | 2023  |       |       |
| ↘6095 | ↘5963 | ↗6014 | ↘5281 | ↘5179 |       |       |

## Социальное значение
Посёлок выполняет функции местного бытового организующего центра. Имеются средние общеобразовательные и музыкальная школы, горно-геологический техникум, учреждения здравоохранения, торговли и бытового обслуживания.
- Мемориальный комплекс: Бюст Героя Советского Союза Ф. М. Охлопкова. А так же в п. ХАНДЫГА имеется управляющая компания ООО"Авико-Сервис".

## Транспорт
Через посёлок проходит федеральная автодорога Хандыга — Магадан. Регулярное водное пассажирское сообщение с Якутском отсутствует (прекращено после 2004 г., ранее осуществлялось судами на подводных крыльях).
Добраться до Магадана и Якутска можно только с частными перевозчиками.